# Diplycosia cinnabarina
Diplycosia cinnabarina är en ljungväxtart som beskrevs av Herman Otto Sleumer. Diplycosia cinnabarina ingår i släktet Diplycosia och familjen ljungväxter. Inga underarter finns listade i Catalogue of Life.